# All The Hits Tour
All the Hits Tour foi uma turnê em parceria dos cantores e compositores americanos, Lionel Richie e Mariah Carey. A data de inicio da turnê estava prevista para começar em 15 de março de 2017, no Royal Farms Arena em Baltimore.
O inicio da turnê foi adiado devido a uma longa recuperação de uma cirurgia no joelho que Richie realizou. A turnê teve seu inicio no dia 21 de Julho de 2017 na Oracle Arena em Oakland, Estados unidos com ingressos esgotados.

## Lista de Faixas
1. "Heat" (Intro)
2. "I'm That Chick"
3. "Love Hangover" / "Heartbreaker" (Diva Remix)
4. "Shake It Off"
5. "Touch My Body"
6. "I Know What You Want"
7. "My All"
8. "Always Be My Baby"
9. "Don't Forget About Us"
10. "One Sweet Day"
11. "All I Do" (Stevie Wonder song/Performed by Trey Lorenz)
12. "It's Like That"
13. "Vision of Love"
14. "We Belong Together"
Encore
15. "Hero"

1. "Easy" / "My Love"
2. "Running with the Night"
3. "Penny Lover"
4. "Truly"
5. "You Are"
6. "Stuck on You"
7. "Dancing on the Ceiling"
8. "Three Times a Lady"
9. "Sail On"
10. "Fancy Dancer" / "Sweet Love" / "Lady (You Bring Me Up)"
11. "Just to Be Close to You"
12. "Brick House" / "Fire"
13. "Hello"
14. "Say You, Say Me"
15. "We Are the World"
Encore
16. "All Night Long (All Night)"

## Datas
| Data             | Cidade       | País           | Local                    |
| ---------------- | ------------ | -------------- | ------------------------ |
| Julho 21, 2017   | Oakland      | Estados Unidos | Oracle Arena             |
| Julho 22, 2017   | Sacramento   | Estados Unidos | Golden 1 Center          |
| Julho 27, 2017   | San Diego    | Estados Unidos | Viejas Arena             |
| Julho 30, 2017   | Anaheim      | Estados Unidos | Honda Center             |
| Julho 31, 2017   | Los Angeles  | Estados Unidos | Hollywood Bowl           |
| Agosto 3, 2017   | Dallas       | Estados Unidos | American Airlines Center |
| Agosto 4, 2017   | Houston      | Estados Unidos | Toyota Center            |
| Agosto 6, 2017   | New Orleans  | Estados Unidos | Smoothie King Center     |
| Agosto 10, 2017  | Sunrise      | Estados Unidos | BB&T Center              |
| Agosto 11, 2017  | Tampa        | Estados Unidos | Amalie Arena             |
| Agosto 13, 2017  | Duluth       | Estados Unidos | Infinite Energy Arena    |
| Agosto 16, 2017  | Philadelphia | Estados Unidos | Wells Fargo Center       |
| Agosto 18, 2017  | Newark       | Estados Unidos | Prudential Center        |
| Agosto 19, 2017  | Nova Iorque  | Estados Unidos | Madison Square Garden    |
| Agosto 22, 2017  | Boston       | Estados Unidos | TD Garden                |
| Agosto 24, 2017  | Toronto      | Canadá         | Air Canada Centre        |
| Agosto 26, 2017  | Chicago      | Estados Unidos | United Center            |
| Agosto 27, 2017  | Kansas City  | Estados Unidos | Sprint Center            |
| Agosto 29, 2017  | Denver       | Estados Unidos | Pepsi Center             |
| Setembro 1, 2017 | Edmonton     | Canadá         | Rogers Place             |
| Setembro 3, 2017 | Vancouver    | Canadá         | Rogers Arena             |
| Setembro 5, 2017 | Seattle      | Estados Unidos | KeyArena                 |